# Libre elección (1573)

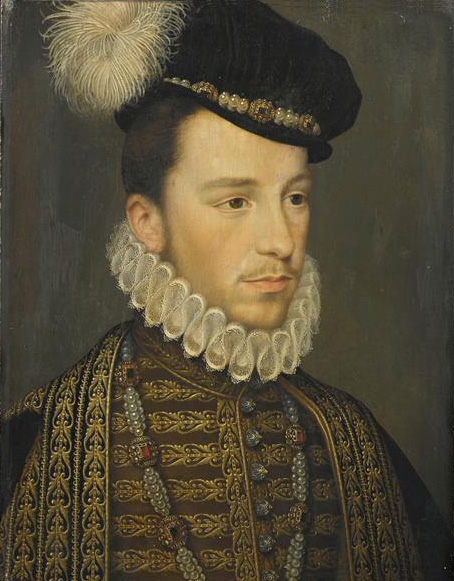
Enrique de Valois, elegido en 1573 nuevo rey de Polonia y Gran Duque de Lituania

La elección libre de 1573 fue la primera elección que se celebró en la Mancomunidad Polaco-Lituana para elegir a un nuevo monarca. Reunió a unos 40 000 votantes de la szlachta (la nobleza polaco-lituana), la mayor participación de la historia. Eligieron a Enrique de Valois, gobernando como Enrique I de Polonia sólo un año, tras el cual regresó a su Francia natal, ya que se había convertido en el nuevo rey francés tras la muerte de su hermano.
La libre elección se introdujo debido a la muerte sin hijos del último monarca jagellón Segismundo II Augusto y a la falta de un posible candidato que satisficiera a la mayoría de los nobles. A pesar de que ese tipo de elección semi-democrática pronto demostró que debilitaba el poder tanto del rey como del Estado, no se abolió hasta que se estableció la Constitución del 3 de mayo de 1791.
La siguiente elección fue la elección libre de 1576. 

## Antecedentes

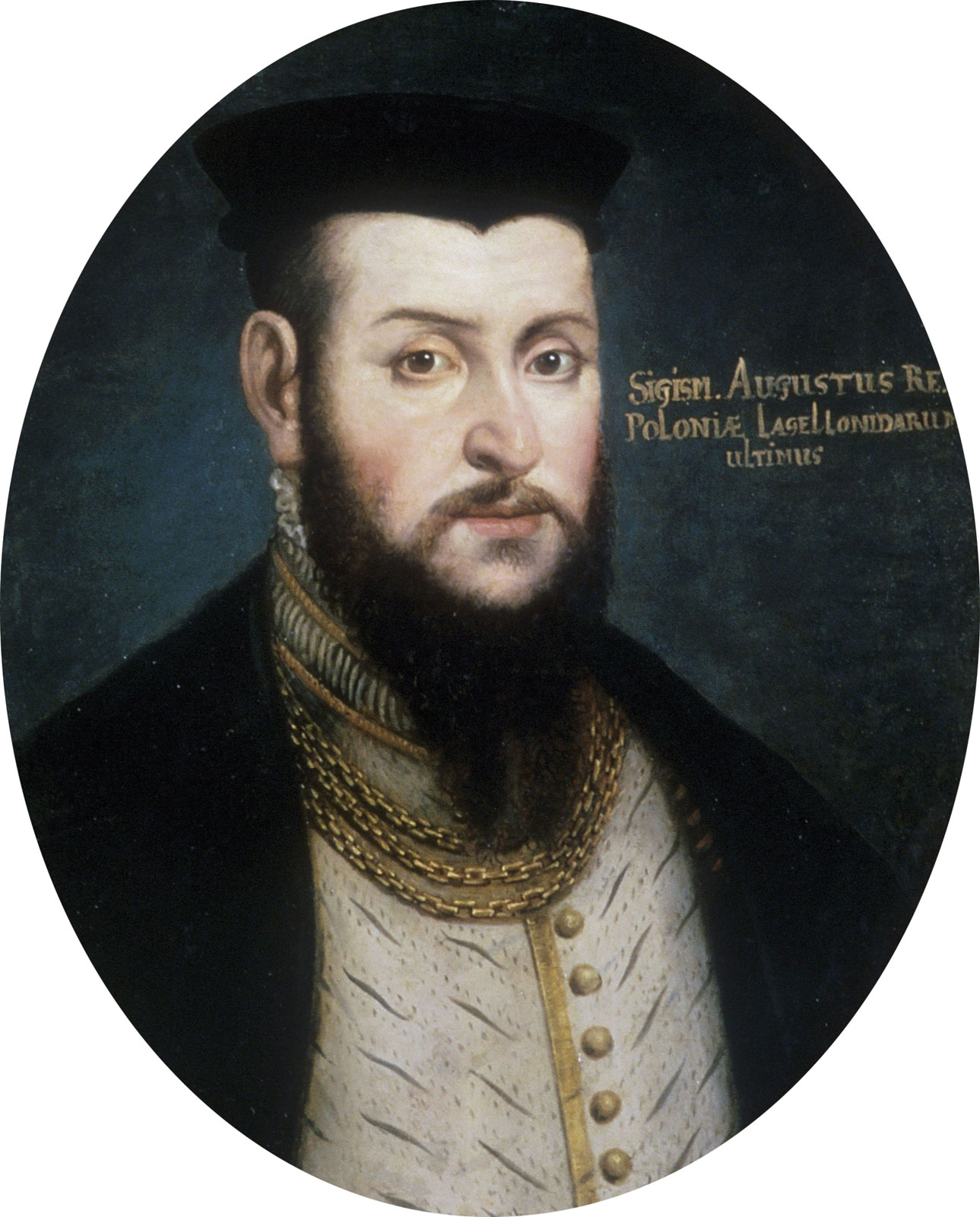
El rey Segismundo II Augusto Jagellón, que falleció sin dejar descendencia.

La muerte del rey Segismundo II Augusto Jagellón (7 de julio de 1572), no fue una sorpresa para la nobleza de la Mancomunidad Polaco-Lituana. El rey estaba enfermo desde la primavera de ese año, y probablemente murió de neumonía. Zygmunt August no tenía ningún hijo, por lo que el trono polaco quedó vacante, sin ninguna normativa legal que especificara como elegir a un nuevo monarca. Además, existían varios problemas internos en el enorme país. La nobleza del Lituania exigía la revisión de la Unión de Lublin, y la devolución de Podlaquia, Volhynia, Podolia y Kiev, que habían sido incorporadas a la Corona de Polonia. Además, había conflictos entre católicos y protestantes,  magnates y szlachta, y entre dos grandes provincias polacas, la  Pequeña Polonia y Gran Polonia.
Antes de la muerte de Zygmunt August, la nobleza católica de la Gran Polonia, reunida en Lowicz, decidió que durante el interregno, la Mancomunidad fuera gobernada temporalmente por el Primado de Polonia y arzobispo de Gniezno, Jakub Uchanski. Al mismo tiempo, la nobleza calvinista de la Pequeña Polonia apoyó la idea de que el voivoda calvinista de Cracovia y más importante senador laico, Jan Firlej, se convirtiera en el interrex. Además, la nobleza de ambas provincias polacas no estaba de acuerdo con la elección en sí. La Pequeña Polonia apoyaba el llamado movimiento electio viritim, en el que todos los miembros de la nobleza podrían votar al futuro rey. Por otro lado, la nobleza de la Gran Polonia afirmaba que la electio viritim sería caótica, y que el rey debía ser elegido por representantes escogidos. La electio viritim fue apoyada por los magnates de Rutenia Roja, Jan Zamoyski y Mikolaj Sienicki.

## El Sejm de la convocatoria

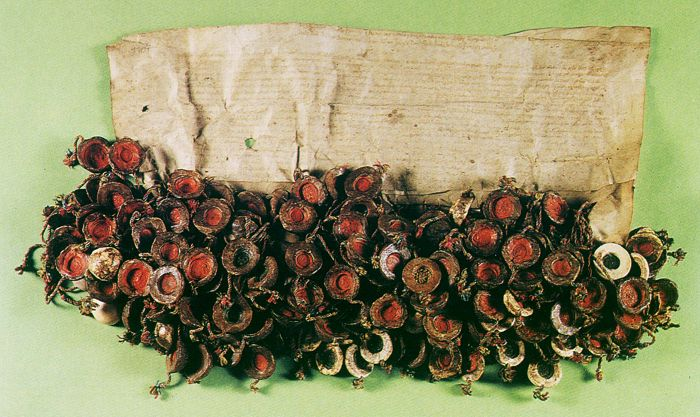
Acta de la Confederación de Varsovia de 1573

El 6 de enero de 1573 se reunió en Varsovia el Sejm para realizar la convocatoria. Los miembros de la nobleza argumentaron que estaba bajo una amplia influencia del Senado, por lo que para evitarlo, no se eligió ningún Marshal. En su lugar, el trabajo de la Dieta fue supervisado por diputados de diferentes provincias. Tras un largo debate, se acordó que todos los miembros de la nobleza podrían elegir al monarca, siempre que acudieran personalmente a Varsovia.
La decisión de elegir Varsovia fue vista como un éxito del bando católico, ya que a diferencia de la Pequeña Polonia, Mazovia estaba dominada por la nobleza católica. Los lituanos no aparecieron en el Sejm de la convocatoria, enviando sólo a sus observadores. Una vez más, exigieron la devolución de las provincias rutenas, pero no se decidieron a anular la Unión de Lublin, debido a la amenaza de Iván el Terrible.

## Candidatos
Inicialmente, el archiduque Ernesto de Austria fue considerado como el candidato más importante para el trono polaco-lituano. Apoyado por el clero católico y por el primado Uchanski,  no era sin embargo del agrado de la szlachta, que temía que Ernesto introdujera un gobierno al estilo de los Habsburgo, basado en la aristocracia. Además, en esa época la Monarquía de los Habsburgo estaba en un interminable conflicto con el Imperio otomano, y la nobleza polaca temía que la Mancomunidad se viera arrastrada a la guerra. También temían  los protestantes que Ernesto limitara la tolerancia religiosa. Los protestantes polaco-lituanos, en cambio, apoyaban a Juan III de Suecia, el marido de Catalina Jagellón.
Otro candidato era el zar de Moscovia, Iván el Terrible, apoyado principalmente por los lituanos, que esperaban que su elección pusiera fin a las guerras moscovito-lituanas. En un principio, el propio Iván no manifestó ningún interés por el trono polaco-lituano, ni para él ni para su hijo. Sin embargo, más tarde presentó una lista de exigencias poco realistas, como la incorporación de vastos territorios de la Mancomunidad, y la creación de un estado polaco-lituano-moscoviano, con un monarca hereditario. Como no mandó ningún enviado a Varsovia, su candidatura fracasó.
Enrique de Valois, hermano de Carlos IX de Francia, surgió como posible candidato en los últimos años del reinado de Zygmunt August. Contaba con el apoyo de los círculos pro-franceses de la nobleza polaca, que esperaban reducir las influencias de los Habsburgo, poner fin a las guerras con el Imperio otomano, tradicional aliado de Francia, y beneficiarse del lucrativo comercio del mar Báltico con Francia. La corte francesa también manifestó su interés por la idea. En agosto de 1572, París envió a la Mancomunidad una delegación oficial, encabezada por el obispo de la Valence, Jean de Montluc. Los franceses también fueron apoyados por un influyente legado papal, Giovanni Francesco Commendone.

## La elección
La Dieta Electoral se reunió el 5 de abril de 1573 en el pueblo de Kamien, cerca de Varsovia. Debido al prolongado invierno, la nobleza de las provincias lejanas estaba en gran parte ausente, mientras que los mazovianos aparecieron en gran número. El Sejm deliberó en una carpa senatorial, alrededor de la cual se reunió la szlachta, dividida según las provincias o voivodatos. Los diputados discutieron todas las candidaturas, incluida la de Alberto Federico, duque de Prusia. Entre la nobleza, la idea de un rey "Piasta" era muy popular. Sin embargo, esto fue ridiculizado por Piotr Opalinski, quien sugirió que un desconocido llamado Wawrzyniec Bandura Slupski, que residía en la zona de Bydgoszcz, fuera elegido nuevo rey.
Con el tiempo, la candidatura de Enrique de Valois, promovida por Jean de Montluc, se hizo muy popular. Un brillante discurso de tres horas de De Montluc, lleno de promesas y garantías, fue acogido con entusiasmo por la szlachta. El discurso se imprimió posteriormente en 1500 ejemplares y se distribuyó entre los que acudieron a Kamien. Enrique fue apoyado por Ana Jagellón, y los lituanos, que esperaban una revisión de la Unión de Lublin.
El Sejm de elección se prolongó durante mucho tiempo, debido a varios de los temas que se discutieron. A principios de mayo de 1573, la nobleza de Mazovia, que se impacientaba, exigió al Primado de Polonia que comenzara la elección. El 3 de mayo comenzó la votación, y el 9 de mayo resultó que el candidato francés obtuvo el apoyo de 22 voivodías. El 10 de mayo, los opositores a Enrique, encabezados por Jan Firlej, abandonaron Kamien y se dirigieron a Grochow. Para evitar una doble elección, se envió allí una delegación al mando de Piotr Zborowski. Firlej y sus hombres aceptaron la elección del francés sólo después de firmar los llamados Artículos de Enrique.
El 11 de mayo de 1573, el primado Uchanski nombró a Enrique de Valois como nuevo rey de Polonia y Gran Duque de Lituania. El 16 de mayo, los enviados franceses aceptaron los Artículos de Enrique y otras exigencias, y ese mismo día el mariscal de la corona Jan Firlej nombró a Enrique rey de Polonia. Fue coronado en Cracovia el 21 de febrero de 1574.